# Josh Manson
Josh Manson (* 7. Oktober 1991 in Hinsdale, Illinois, USA) ist ein kanadischer Eishockeyspieler, der seit März 2022 bei der Colorado Avalanche aus der National Hockey League (NHL) unter Vertrag steht. Mit dem Team gewann der Verteidiger in den Playoffs 2022 den Stanley Cup. Zuvor war er acht Jahre lang in der Organisation der Anaheim Ducks aktiv. Er ist der Sohn des ehemaligen Eishockeyprofis Dave Manson.

## Karriere

### Kindheit
Josh Manson ist der Sohn des langjährigen NHL-Spielers Dave Manson. Kurz nach dem Ende eines Engagements seines Vaters bei den Chicago Blackhawks wurde Josh in Hinsdale im US-Bundesstaat Illinois, einem Vorort von Chicago, geboren. Aufgrund des Berufs des Vaters musste die junge Familie um Josh regelmäßig umziehen. Nach dem Karriereende von Dave Manson wuchs Josh im Geburtsort seines Vaters, im kanadischen Prince Albert in der Provinz Saskatchewan auf. Sein Cousin Dylan Yeo ist ebenfalls professioneller Eishockeyspieler.

### Anfänge im Eishockey
Josh Manson begann seine Karriere in seiner Heimatstadt bei den Prince Albert Mintos, bei denen er noch als Angriffsspieler auflief, bevor der Rechtsschütze später zum Verteidiger umgeschult wurde. Nach zwei Jahren bei den Salmon Arm Silverbacks aus der British Columbia Hockey League (BCHL) entschied er sich Strafrecht an der Northeastern University in Boston zu studieren. An der Universität spielte der Kanadier für die Northeastern Huskies in der Hockey East, wobei er in seiner letzten Saison zum defensivstärksten Verteidiger gekürt wurde.

### Durchbruch in der NHL
Nachdem Manson bereits drei Jahre zuvor von den Anaheim Ducks im NHL Entry Draft ausgewählt worden war, unterschrieb er im März 2014 einen Einstiegsvertrag bei den Ducks, die ihn bis zum Saisonende an ihr Farmteam aus der American Hockey League (AHL), die Norfolk Admirals, abgaben. Die folgende Spielzeit verbrachte der Defensivverteidiger abwechselnd in der AHL und NHL, wo er am 31. Oktober 2014 im Auswärtsspiel bei den Dallas Stars debütierte. Zur Saison 2015/16 konnte sich der Kanadier im NHL-Kader der Ducks etablieren und schoss am 7. November 2015 sein erstes Tor in der nordamerikanischen Eliteklasse gegen die Columbus Blue Jackets. Schließlich entwickelte sich der Verteidiger in den folgenden Jahren zu einer Stütze in der Defensive der Kalifornier und bekleidete zudem das Amt eines Assistenzkapitäns. Die Saison 2017/18 absolvierte er dabei mit einem Karrierebestwert von 37 Scorerpunkten. Im März 2022 wurde Manson im Tausch für Drew Helleson und einem Zweitrunden-Wahlrecht im NHL Entry Draft 2023 an die Colorado Avalanche abgegeben. Für den Rest der Vertragslaufzeit übernahm Anaheim jedoch weiterhin die Hälfte des Gehalts des Abwehrspielers. In den folgenden Playoffs 2022 errang er mit Colorado den Stanley Cup.

## Erfolge und Auszeichnungen
- 2014 Hockey East Best Defensive Defenseman
- 2014 Hockey East Second All-Star Team
- 2022 Stanley-Cup-Gewinn mit der Colorado Avalanche

## Karrierestatistik
Stand: Ende der Saison 2024/25
(Legende zur Spielerstatistik: Sp oder GP = absolvierte Spiele; T oder G = erzielte Tore; V oder A = erzielte Assists; Pkt oder Pts = erzielte Scorerpunkte; SM oder PIM = erhaltene Strafminuten; +/− = Plus/Minus-Bilanz; PP = erzielte Überzahltore; SH = erzielte Unterzahltore; GW = erzielte Siegtore; 1 Play-downs/Relegation; Kursiv: Statistik nicht vollständig)